# Again She Orders - A Chicken Salad, Please

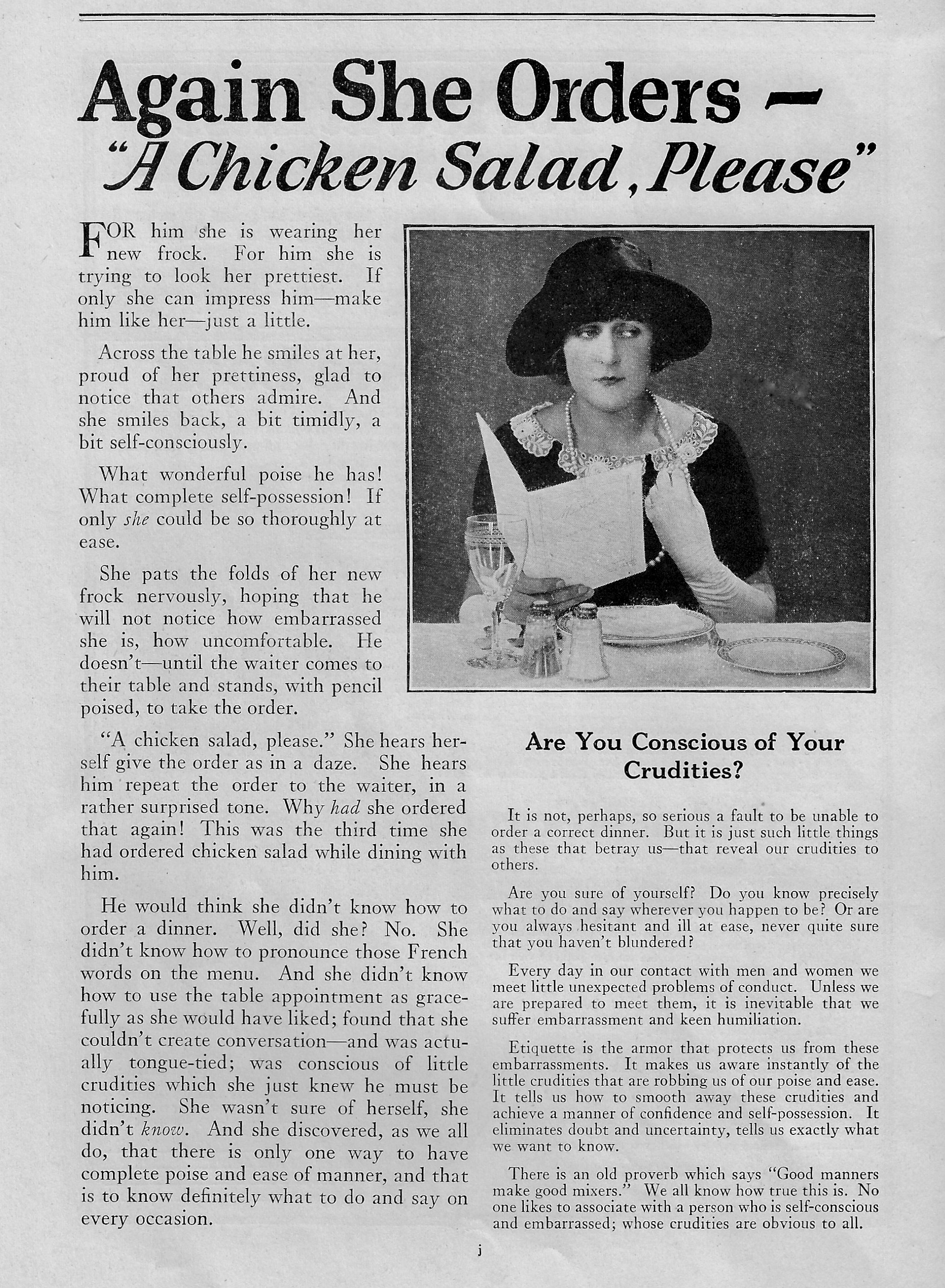
Again She Orders - "A Chicken Salad, Please"'.

«Again She Orders - 'A Chicken Salad, Please'» (en español: «Otra vez ella ordena: 'Una ensalada de pollo, por favor'») es un anuncio de 1921 para el libro en dos volúmenes Book of Etiquette. Tanto el libro como la campaña publicitaria fueron escritos por la autora y redactora publicitaria estadounidense Lillian Eichler Watson cuando aún era una adolescente.
Eichler fue contratado por Ruthrauf & Ryan en 1919. Una de sus primeras asignaciones fue escribir un anuncio para vender las copias restantes de la Encyclopedia of Etiquette anterior a 1900 de Eleanor Holt. Su campaña tuvo tanto éxito que la editorial del libro original, Doubleday, le pidió que reescribiera el libro y creara una campaña para la versión actualizada.
Eichler creó el anuncio del libro revisado, retitulado The Book of Etiquette. El anuncio retrata la difícil situación de una mujer joven que, en una cita con un hombre al que quiere impresionar, no sabe cómo pedir la cena en un restaurante elegante, que según Victor Schwab fue eficaz porque «encapsuló una situación común y vergonzosa».

"A Chicken Salad, Please." She hears herself give the order as in a daze. She hears him repeat the order to the waiter, in a rather surprised tone. Why had she ordered that again! This was the third time she had ordered chicken salad while dining with him.

He would think she didn't know how to order a dinner. Well, did she? No.
«Una ensalada de pollo, por favor». Se oye a sí misma dar la orden como si estuviera aturdida. Ella lo escucha repetir la orden al mesero, en un tono bastante sorprendido. ¿Por qué había ordenado eso de nuevo? Esta era la tercera vez que pedía ensalada de pollo mientras cenaba con él.

Él pensaría que ella no sabía cómo ordenar una cena. Bueno, ¿la verdad? No.

El anuncio ha sido descrito como «sensacionalmente exitoso»: 173  y ha sido incluido en The 100 Greatest Advertisements de Julian Watkins en sus decenas de ediciones desde la primera en 1949 hasta la más reciente en 2013.: 67   Schwab en 1962 señaló que el anuncio era «tan notable y memorable» que el titular todavía formaba parte del discurso cotidiano.
La «chica de la ensalada de pollo» se convirtió en un referente nacional. También se citaron a menudo otros titulares de la campaña, como «What's Wrong in This Picture?» («¿Qué hay de malo en esta imagen?»), «Why I Cried After the Ceremony» («¿Por qué lloré después de la ceremonia?»), «May She Invite Him into the House?» («¿Puede ella invitarlo a la casa?») y «Suppose This Happened on Your Wedding Day?» («Supongamos que esto sucedió el día de su boda»).